# 耶穌島

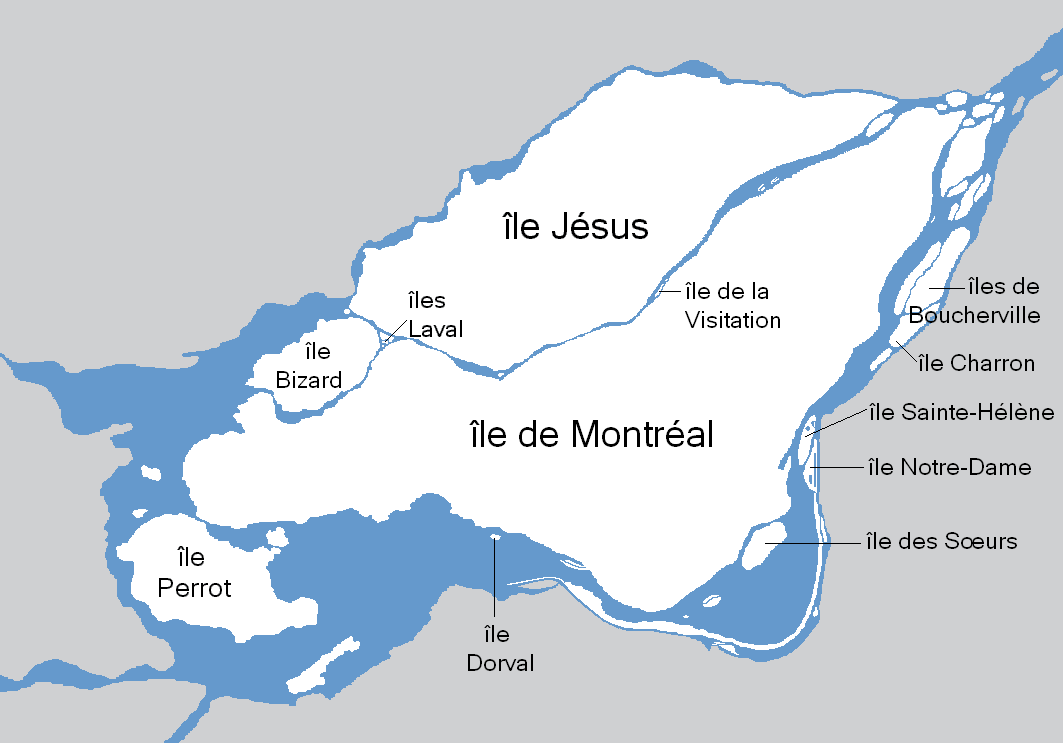
耶穌島（Île Jésus）位於圖上方

耶穌島 是位於加拿大魁北克省西南方的島嶼，為霍奇拉加群島的一部分，其北方與大陸以密爾河（Rivière des Mille Îles）為界，而其南方則是以草原河（Rivière des Prairies）與蒙特婁島（Island of Montreal）為界。該島構成拉瓦勒市的大部分。

## 外部連結
- 拉瓦勒市政府 官方網站 （页面存档备份，存于）（法文）（英文）
- 拉瓦勒歷史 （页面存档备份，存于）（法文）（英文）

45°35′N 73°45′W / 45.583°N 73.750°W